# Scott Shenker
Scott Joseph Shenker (* 24. Januar 1956 in Alexandria (Virginia)) ist ein US-amerikanischer Informatiker. Er ist Professor an der University of California, Berkeley und ist dort leitender Wissenschaftler am International Computer Science Institute (ICSI).

## Leben
Shenker studierte Physik an der Brown University mit dem Bachelor-Abschluss 1978 und an der University of Chicago, an der er 1983 bei Leo Kadanoff promoviert wurde (Scaling Behavior In A Map Of A Circle Onto Itself: Empirical Results). Als Post-Doktorand war er an der Cornell University und ab 1984 am Xerox PARC. 1998 war er einer der Gründer des ATT Center for Internet Research.
Er befasst sich mit Internet-Architektur, Software-definierten Netzwerken, Infrastruktur von Datenzentren, großen verteilten Systemen, Spieltheorie und Wirtschaftstheorie. Er gehört zu den ISI Highly Cited.
Shenker ist Fellow der Association for Computing Machinery, des IEEE und der National Academy of Engineering. 2002 erhielt er den SIGCOMM Award, 2006 den IEEE Internet Award und für 2017 den Paris-Kanellakis-Preis. 2023 wurde er mit dem Computer Pioneer Award ausgezeichnet. 2016 wurde Shenker zum Mitglied der American Academy of Arts and Sciences gewählt, 2019 zum Mitglied der National Academy of Sciences.
Er ist der Bruder des Physikers Stephen Shenker.

## Schriften
- mit R. S. Xin, J. Rosen, M. Zaharia, M. Franklin, I. Stoica: Shark: SQL and Rich Analytics at Scale. EECS Department, University of California, Berkeley, Tech. Rep. UCB/EECS-2012-214, November 2012.
- mit J. Feigenbaum: Distributed algorithmic mechanism design: Recent results and future directions. In: Proc. 6th Intl. Workshop on Discrete Algorithms and Methods for Mobile Computing and Communications. ACM Press, New York NY 2002, S. 1–13.
- mit S. Ratnasamy, P. Francis, M. Handley, R. M. Karp: A scalable content-addressable network. In: Proc. ACM SIGCOMM 2001 Conf.: Applications, Technologies, Architectures, and Protocols for Computer Communications. The Association for Computing Machinery, New York NY 2001, S. 161–172.
- R. Braden, D. Clark, S. Shenker: RFC: <a href='https://datatracker.ietf.org/doc/html/rfc1633' class='extiw' title='rfc:1633'>1633</a> – Integrated Services in the Internet Architecture: An Overview. Juni 1994 (englisch).
- mit A. Demers, S. Keshav: Analysis and simulation of a fair queueing algorithm. In: Proc. SIGCOMM ’89 Symp. on Communications Architectures and Protocols. ACM Press, New York NY 1989, S. 1–12.
- mit A. Demers, D. Greene, C. Hauser, W. Irish, J. Larson, H. Sturgis, D. Swinehart, D. Terry: Epidemic algorithms for replicated database maintenance. In: Proc. 6th Annual ACM Symp. on Principles of Distributed Computing. F. B. Schneider, Ed. ACM Press, New York NY 1987, S. 1–12.